# Листопад 2008
Листопад 2008 — одинадцятий місяць 2008 року, що розпочався у суботу 1 листопада та закінчився у неділю 30 листопада.

## Події
- 2 листопада — Льюїс Хемілтон виграв автогонки в класі машин «Формула-1».
- 4 листопада — у США офіційно почалися вибори президента.
- 8 листопада — у Новій Зеландії пройшли парламентські вибори.
- 15 листопада — старт місії STS-126 шатла «Індевор» до Міжнародної космічної станції.
- 16 листопада — Барак Обама склав з себе повноваження сенатора штату Іллінойс.
- 23 листопада — уряд Бурунді скасував смертну кару, а також визнало незаконними геноцид і воєнний злочин.
- 25 листопада — збірна України посіла друге місце на Жіночій шаховій олімпіаді.
- 30 листопада — Парламентські вибори в Румунії.